# Movimento de Independência da Coreia
O Movimento de Independência da Coreia foi uma campanha militar e diplomática para alcançar a independência da Coreia contra o domínio do Japão. Após a anexação japonesa da Coreia em 1910, a resistência doméstica da Coreia atingiu o pico no Movimento Primeiro de Março, que foi reprimido e fez com que líderes coreanos fugissem para a China. Na China, os ativistas da independência da Coreia estabeleceram laços com o Governo Nacional da República da China, que apoiou o Governo Provisório da República da Coreia como um governo no exílio. Ao mesmo tempo, o Exército de Libertação da Coreia, que operava sob o Conselho Militar Nacional Chinês e depois sob o Governo Provisório, liderava ataques contra o Japão.
Após a eclosão da Guerra do Pacífico, a China tornou-se um dos Aliados da Segunda Guerra Mundial. Na Segunda Guerra Sino-Japonesa, a China tentou usar essa influência para afirmar o reconhecimento dos Aliados do Governo Provisório. No entanto, os Estados Unidos eram céticos quanto à unidade coreana e à prontidão para a independência, preferindo uma solução semelhante a um fideicomissio internacional para a península coreana.Embora a China tenha alcançado um acordo dos Aliados sobre a eventual independência da Coreia na Declaração do Cairo de 1943, continuou desacordo e ambiguidade sobre o governo coreano do pós-guerra, que durou até a Guerra Soviético-Japonesa, onde foi criada uma divisão da Coreia de facto em zonas soviéticas americanas, levando a Guerra da Coreia.
A data da rendição do Japão é um feriado anual chamado Gwangbokjeol ("Dia da Restauração da Luz") na Coreia do Sul e Chogukhaebangŭi nal ("Dia da Libertação da Pátria") na Coreia do Norte.

## História

### Antes da ocupação japonesa da Coreia
A última monarquia coreana independente, a dinastia Joseon, durou mais de 500 anos (1392–1910), tanto como Reino Joseon e, mais tarde, o Império da Coreia. Seu status e políticas internacionais foram conduzidos principalmente por meio de uma diplomacia cuidadosa com o poder sob influência da China (durante este período de tempo, o controle dinástico da China viu o fim da dinastia Yuan e a ascensão e queda das dinastias Ming e Qing), embora outras interações com outras entidades internacionais não estivessem ausentes. Por meio dessa manobra e de uma adesão dedicada às rigorosas políticas externas e internas neoconfucionistas, a Coreia Joseon manteve o controlo sobre os seus assuntos internos e relativa autonomia internacional, embora tecnicamente uma suserania das dinastias chinesas no poder durante a maior parte deste período. Essas políticas foram eficazes na manutenção da relativa independência e autonomia doméstica da Coreia, apesar de uma série de convulsões regionais e uma série de invasões (incluindo as invasões japonesas da Coreia de 1592 a 1598, bem como a Primeira e a Segunda invasões Manchu da Coreia).
No entanto, no final do século XIX e início do século XX, com a ascensão do imperialismo ocidental impulsionada pela Revolução Industrial e outras tendências internacionais importantes, o enfraquecimento da China também tornou a Coreia vulnerável a manobras e invasões estrangeiras, tanto como um alvo em si e como um trampolim para o "prêmio maior" da China. Este período (aproximadamente de 1870 até à anexação pelo Japão em 1910) foi marcado na Coreia por grandes convulsões, muitas intrigas, a incapacidade de Joseon da Coreia e do posterior Império da Coreia de se endireitar em meio a todas as manobras em torno dele por potências maiores (incluindo, mas não se limitando a, Rússia Imperial, Japão, China e, em menor medida, França, Grã-Bretanha e Estados Unidos), revoltas e insurreições, entre outros indicadores de uma época turbulenta. Ao final da Primeira Guerra Sino-Japonesa em 1895, era evidente internacionalmente que a China não poderia mais proteger seus interesses internacionais, muito menos os seus próprios, contra seus oponentes, e que suas tentativas de modernizar suas forças armadas e instituições foram mal-sucedidas.